# António Piçarra
António Joaquim Piçarra (Idanha-a-Nova, 18 de maio de 1951) é um juiz português e antigo  presidente do Supremo Tribunal de Justiça.

## Carreira
Ingressou no Centro de Estudos Judiciários como auditor de justiça em 1980.
Foi juiz estagiário na comarca de Coimbra e juiz de direito nas comarcas de Oliveira de Frades, Condeixa-a-Nova, 2.º Juízo de Évora, 4.º Juízo de Leiria e 1.º e 3.º juízos de Coimbra.
Entre 1994 e 1998, foi juiz de círculo do 2.º juízo do Tribunal da Círculo de Coimbra, posteriormente Vara Mista de Coimbra.
De 1998 a 1999, pertenceu ao Conselho Superior da Magistratura, enquanto vogal.
Em 1999, passou a ser juiz auxiliar na secção cível do Tribunal da Relação de Coimbra, tornando-se aí juiz desembargador no ano seguinte.
Foi vice-presidente e presidente do da Relação de Coimbra, exercendo este último cargo entre janeiro de 2006 e novembro de 2011.
Ascendeu ao Supremo Tribunal de Justiça em 2011 e nele se manteve até 2021. Foi vice-presidente do Conselho Superior da Magistratura de 2013 a 2016.
Entre 2018 e 2021 foi presidente do Supremo Tribunal de Justiça e, por inerência, do Conselho Superior da Magistratura.